# لورينزو خافيير خورخي
لورينزو خافيير خورخي (بالإسبانية: Loren)‏ هو ملاكم تايلندي إسباني، ولد في 2 يوليو 1984 في تاكورونتي في إسبانيا.